# Croce di Lucca, Napulj
Crkva Croce di Lucca vjersko je zdanje u središnjem Napulju, Italija, na Via dei Tribunali.
Godine 1534. muž i žena Andrea Sbarra i Cremona Spinelli osnovali su na ovom mjestu samostan karmelićana. Bio je posvećen slici raspela, sličnom onom štovanom u Lucci. Dvije godine kasnije, udovica Spinelli postala je časna sestra. Kasnije su darovi došli od princa od Altamure, koji je imao pet kćeri koje su se pridružile redu: Aurelia, Maria, Elena, Eleonora i Elisabetta del Giudice. Crkva koju sada vidimo ukrašena je u 17. stoljeću i ostala je sačuvana unatoč rušenju nekadašnjeg susjednog samostana.
Samostan je sada zamijenjen medicinskim klinikama Sveučilišta u Napulju. Interijer je uređen prema nacrtima Francesca Antonija Picchiattija. Strop lađe ima slike iz 16. stoljeća koje prikazuju Gospu Karmelsku i svece pripisane Giovanniju Battisti Caracciolu. Ostala djela napravljena za crkvu uključuju puttini chiaroscuro nad lukovima kapela Giovannija Battiste Rossija, učenika Solimene. Prva kapela s lijeve strane ima Navještenje koje se pripisuje Francescu Curiji ili Manchelliju, učeniku Marca da Siene. Druga kapela ima slike svetaca Domenica i Monike od Nicole Malinconica. Treća kapela ima Santa Maria Maddalena de' Pazzi studija Vaccaro. Oltar i tabernakul pripisuju se Sanfeliceu 1684. Ima slike Giovannija Battiste Rossija.
Prva kapela s lijeve strane imala je Balduccijevu Bogorodicu od Ružarija. Druga, Santa Teresa od Vaccarovog sljedbenika. Treća kapela ima slike i freske Nicole Malinconica. Drvena skulptura Djevice pripisivana je Domenicu di Nardu. Freske sakristije pripisuju se Lionardu Olivieriju, također učeniku Solimene.

## Vanjske poveznice
|  | Zajednički poslužitelj ima još gradiva o temi Croce di Lucca, Napulj |